# 統元曆
《統元曆》，是中国古代曆法，南宋使用的第二部历法，屬於陰陽曆。
宋高宗绍兴五年（1135年），陈得一修成。从绍兴六年（1136年）颁布施行。岁实（回归年）为365.2436日，朔策（朔望月）为29.53059日，所用岁差为77.98年差1度，把岁差值的研究提高到新水平。至宋孝宗乾道四年（1168年），被《乾道曆》取代。